# 유순 (장량후)
유순(劉順, ? ~ 기원전 90년)은 전한 중기의 제후이다.

## 생애
원정 3년(기원전 114년), 아버지 유인의 뒤를 이어 장량후(張梁侯)에 봉해졌다.
정화 3년(기원전 90년), 종에게 살해되었다.

## 출전
- 사마천, 《사기》 권21 건원이래왕자후자연표
- 반고, 《한서》 권15상 왕자후표 上

| 선대 아버지 장량애후 유인 | 전한의 신향후 기원전 114년 ~ 기원전 90년 | 후대 (봉국 폐지) |